# 加榜乡
加榜乡，是中华人民共和国贵州省黔东南苗族侗族自治州从江县下辖的一个乡镇级行政单位。

## 行政区划
加榜乡下辖以下地区：
加榜村、尧贵村、达洲村、污养村、平妹村、小平村、大平村、污页村、从开村、加车村、党扭村、摆别村和摆党村。

## 中国传统村落
2013年8月，加车村、下尧村被评为第二批中国传统村落。